# Arroyo de las Vacas
Der Arroyo de las Vacas ist ein auf dem Gebiet des Departamentos Colonia im Süden Uruguays gelegener kleiner Flusslauf.
Der linksseitige Nebenfluss des Río de la Plata entspringt in der Cuchilla de Carmelo nahe dem Schnittpunkt der Ruta 12 mit der Ruta 55 und fließt auf seiner knapp 50 Kilometer langen Wegstrecke hauptsächlich in Ost-West-Richtung. Dabei wird er in seinem sehr gewundenen Verlauf von natürlichem Wald umgeben. Seine wichtigsten Zuflüssen sind der Arroyo Juan González Grande und der Cañada Nieto. Auf den letzten zehn Kilometern seiner Wegstrecke bis zur Mündung in den Río de la Plata bei der Stadt Carmelo ist der Fluss schiffbar. Die Größe seines Einzugsgebiets beträgt etwas mehr als 700 km².
Das Gebiet am Arroyo de Vacas spielt eine bedeutende Rolle bei der Ausbreitung der Rinderpopulationen in der uruguayischen Pampa. Im Jahre 1603 hatte Hernando Arias de Saavedra dort begleitend zu einem gegen die Charrúa gerichteten Kriegszug hunderte Kühe und Stiere sowie Pferde und Schafe in geringerer Anzahl ausgesetzt, so dass von hier ausgehend die Vermehrung des Bestandes im gesamten Land vonstattenging.